# Kadettfisk
För andra betydelser, se Kadett (olika betydelser).
Kadettfisk (Porichthys porosissimus) är en fiskart som först beskrevs av Cuvier 1829.  Kadettfisk ingår i släktet Porichthys och familjen paddfiskar. Inga underarter finns listade i Catalogue of Life.